# Literatura de Taiwán
La literatura taiwanesa refiere a la literatura escrita por taiwaneses en cualquier lengua utilizada en Taiwán, incluyendo japonés, taiwanés Han (Hokkien, Hakka y mandarín) y Lenguas formosanas.

## Novelas, cuentos, y poesía
Taiwán tiene una escena literaria muy activa, con un gran número de escritores de novelas y (especialmente) cuentos que gozan de un amplio número de lectores, muchos de ellos durante muchas décadas consecutivas.
De manera similar, existe una gran comunidad de poesía en Taiwán, y  ha habido varias antologías de poesía taiwanesa traducidas al inglés.
Dos áreas de polinización cruzada entre literatura y otras artes en Taiwán incluyen la danza moderna (particularmente el grupo Cloud Gate Dance Theatre dirigido por el autor Lin Huai-min) y la realización de películas (incluidas producciones de historias de Huang Chunming dirigidas por el principal director taiwanés Hou Hsiao-Hsien).
La década de 1990 vio el surgimiento de un movimiento literario nativista de Taiwán. 
Más recientemente, la literatura de Taiwán también ha sido incluida en la literatura Sinófona y en la literatura mundial.

## Literatura relacionada con la política
Con el establecimiento del régimen comunista en China en 1949, los libros de China Continental no se publicaron a menudo en Taiwán y los libros de Taiwán no se publicaron a menudo en China. En 1986, la primera novela, Tres reyes, escrito por el escritor chino, Ah Cheng, fue abiertamente publicado como tal en Taiwán.
Algunos libros de China continental llegaron a Taiwán antes de que 1986 por diferentes maneras. Ediciones piratas, con un título diferente y un seudónimo del autor, con un título diferente, pero con el nombre del autor sin cambios, con seudónimo pero con el título sin cambios, o alterado por cambios en el texto mismo.

## Tipos populares de libros
A menudo, los libros que tienen una película basada en ellos se venden bien en Taiwán. Las series Harry Potter y El diario de Bridget Jones son populares. Algunos libros populares no occidentales son The Hooligan Professor, 流氓教授, de Lin Jian-largo 林建隆, y Big Hospital Small Doctor 大醫院小醫師, de Hou Wun-yong 侯文詠. Ambos fueron adaptados para televisión. Otras obras populares no literarias incluyen libros sobre el dominio del inglés y el éxito.

## Premios literarios
Los premios a la literatura taiwanesa incluyen el Premio de Literatura de Taiwán (presentado por el Museo Nacional de Literatura de Taiwán), el Premio Literario Wu San-Lien (Fundación del Premio Wu San-Lien), el Premio de Literatura Aborigen y el Premio Literario Min - Hakka (ambos por el Ministerio de Educación de Taiwán).

## Museos
- Museo Literario Lee Rong-chun
- Museo de Literatura de Taichung

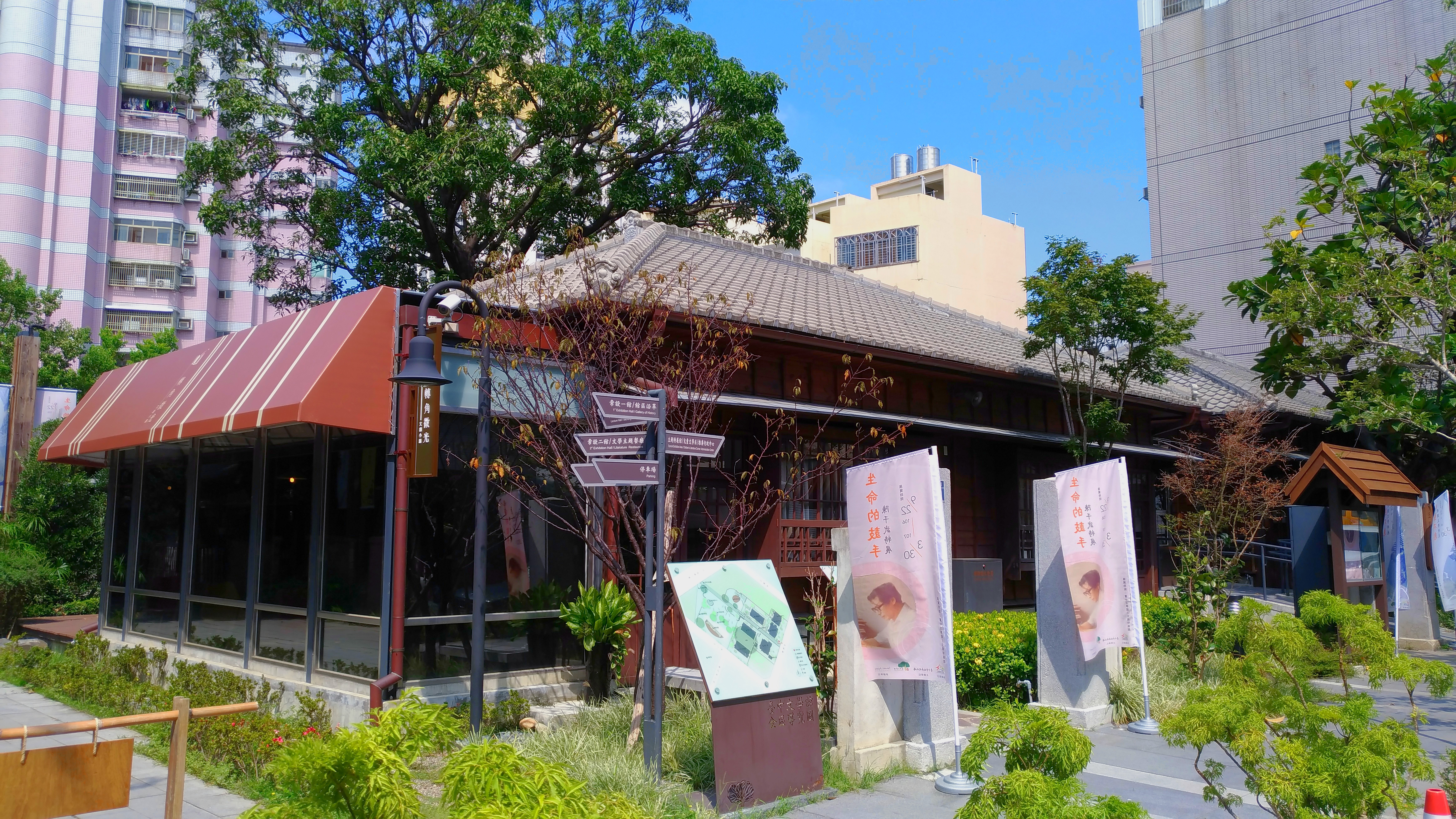
Taichung Museo de literatura

- Museo Conmemorativo de Literatura Yang Kui
- Salón conmemorativo de la literatura Yeh Shih-tao
- Museo Literario de Yilan